# Krysantemumsläktet
Krysantemumsläktet (Chrysanthemum) är ett släkte i familjen korgblommiga växter från Asien. Krysantemumsläktet ingår i familjen korgblommiga växter.

## Bildgalleri

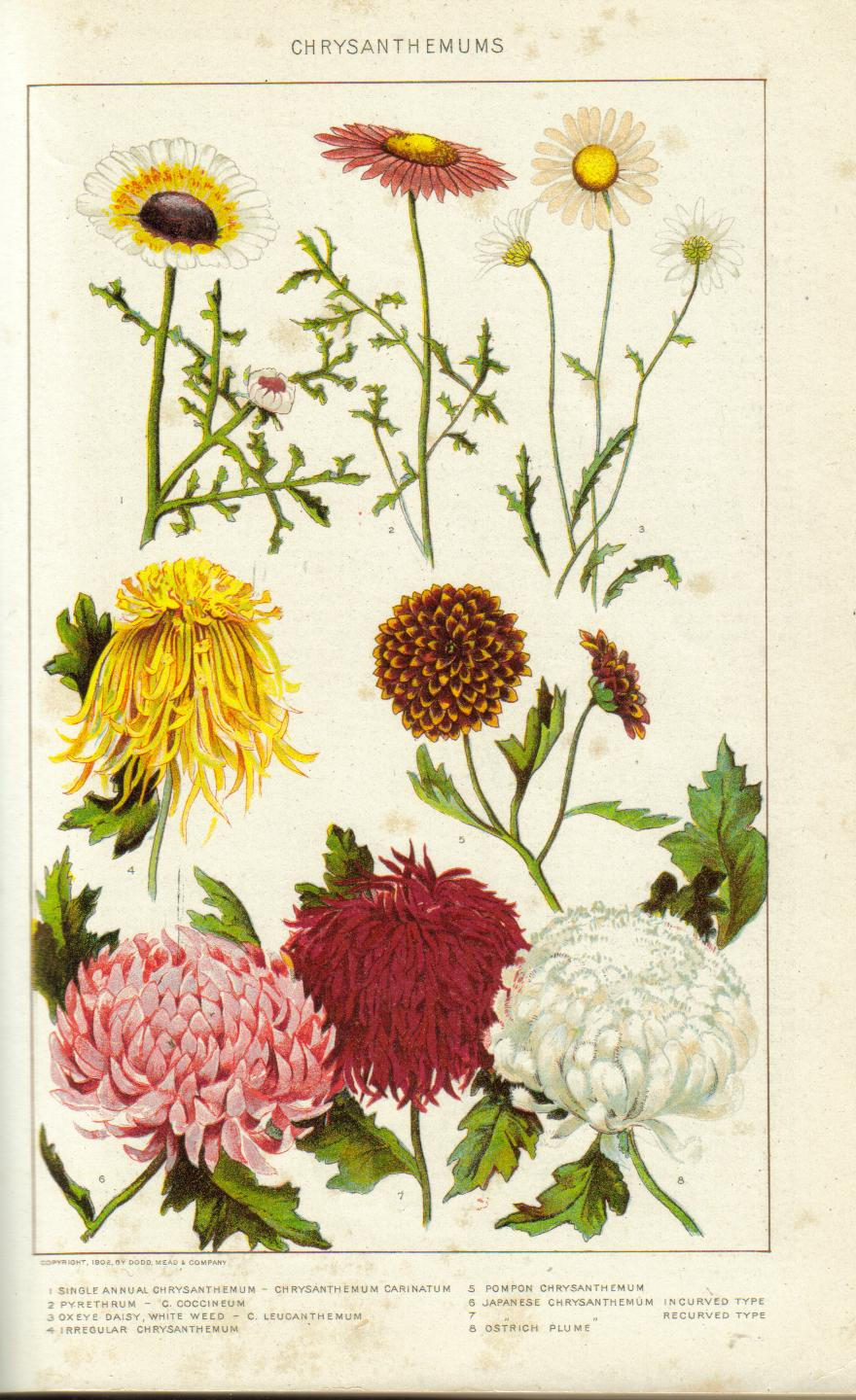
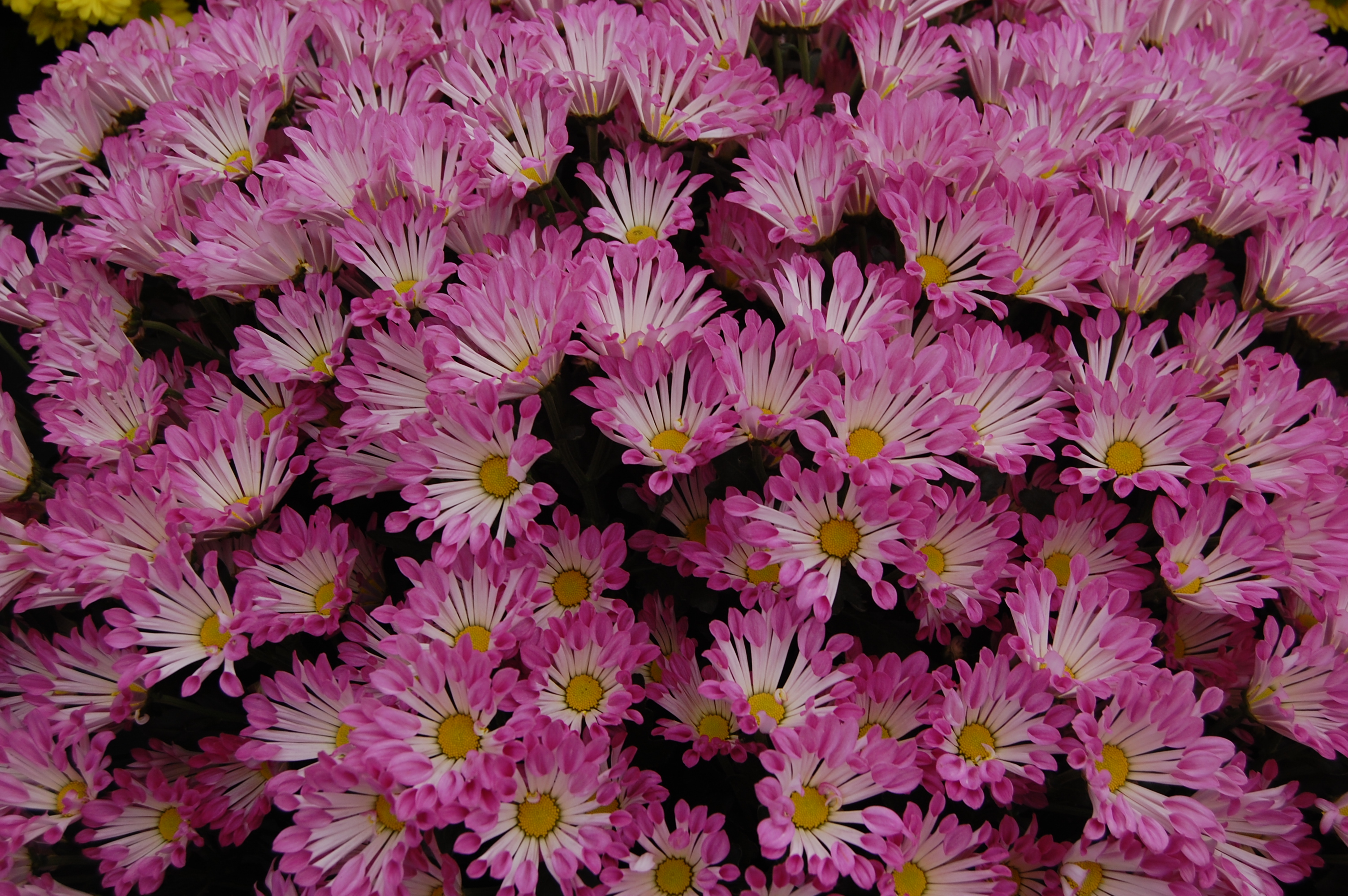
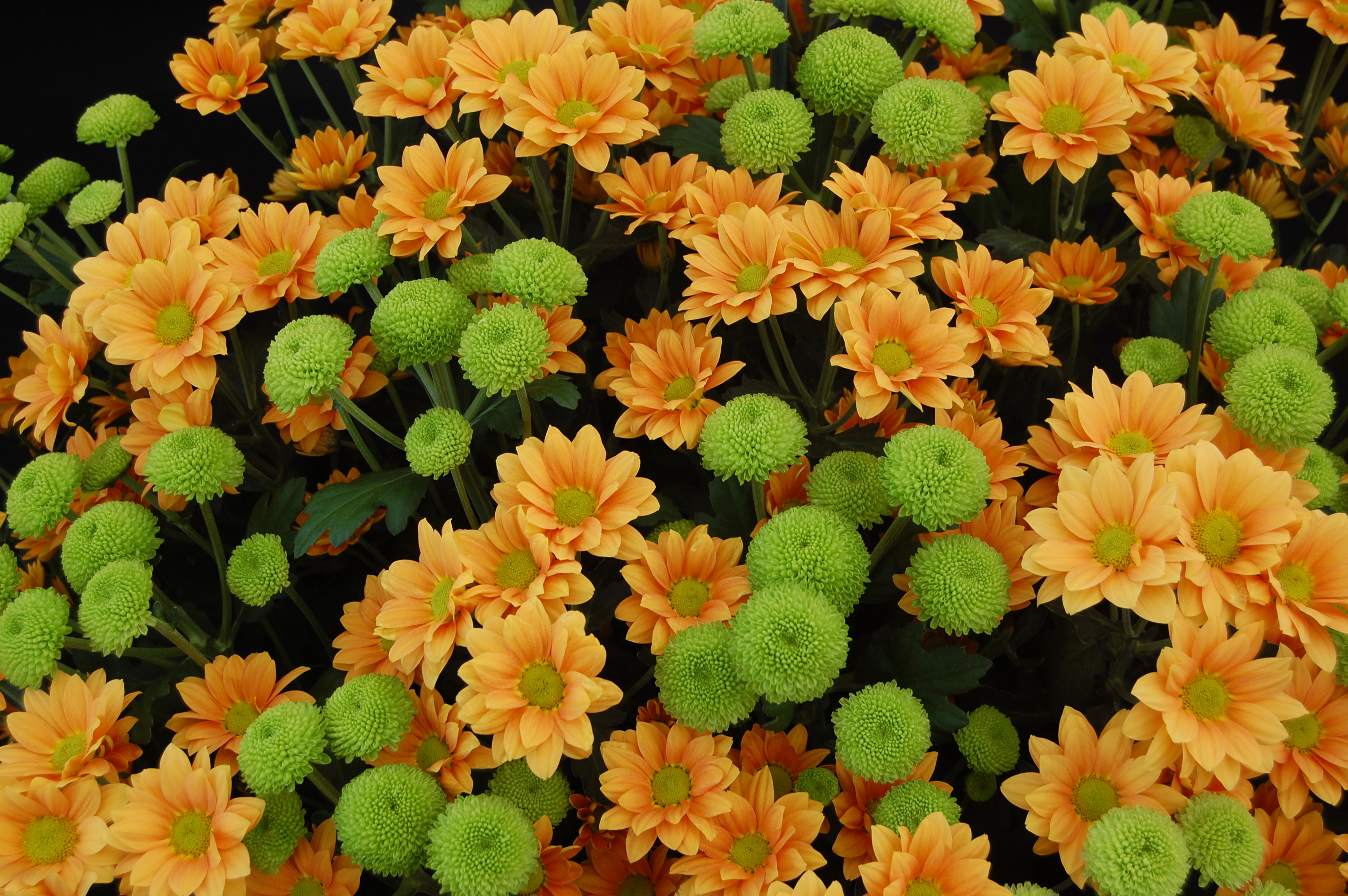
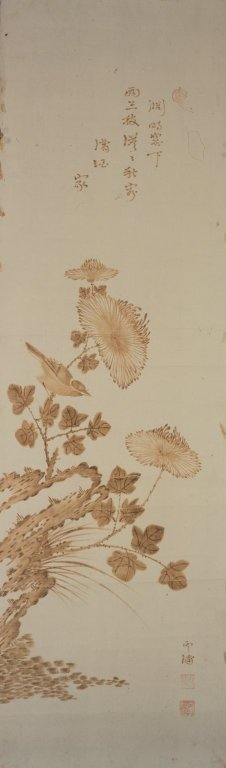
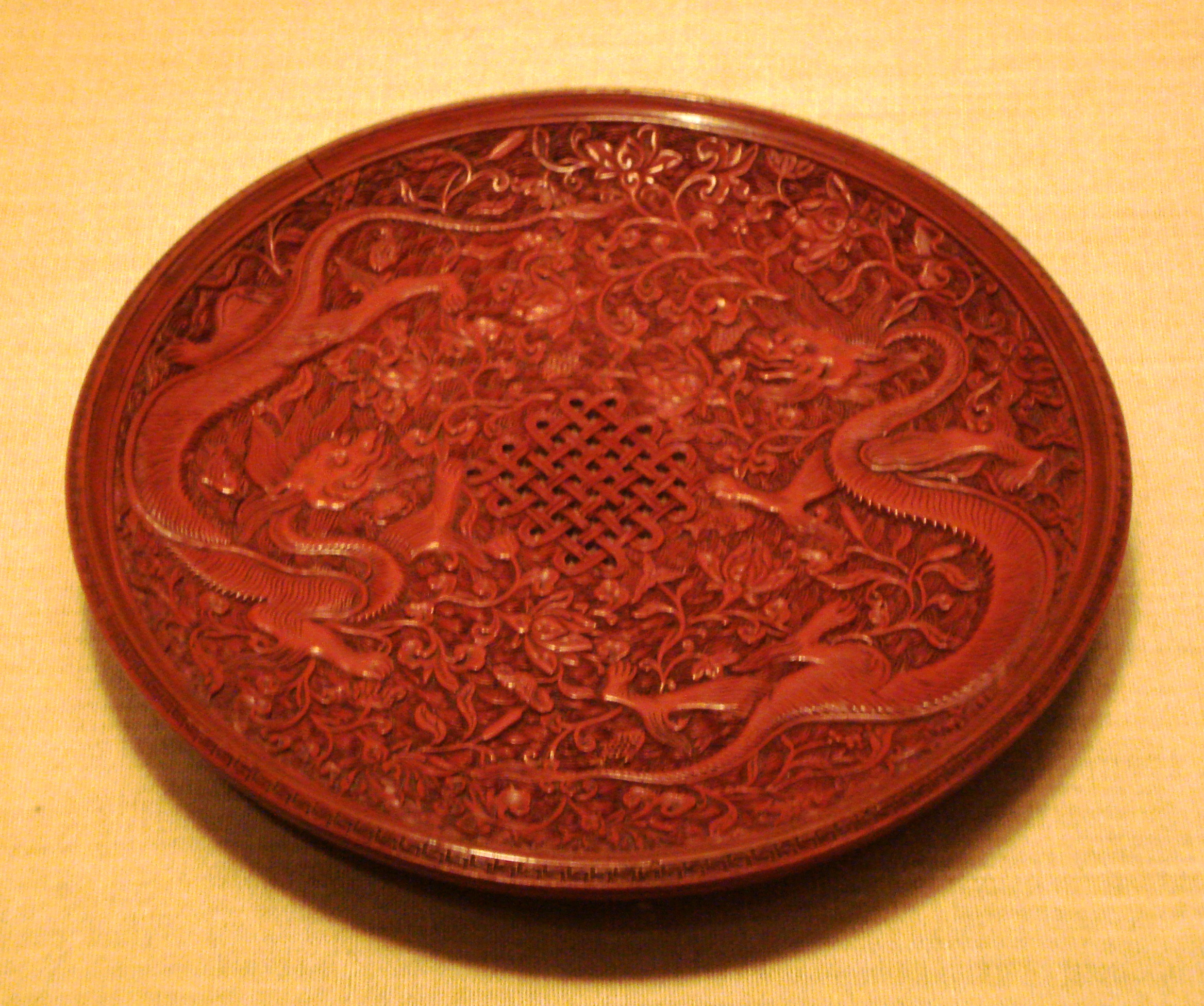

## Dottertaxa till krysantemer, i alfabetisk ordning[1]
- Chrysanthemum abolinii
- Chrysanthemum achillaea
- Chrysanthemum alabasicum
- Chrysanthemum brachyanthum
- Chrysanthemum chalchingolicum
- Chrysanthemum coreanum
- Chrysanthemum decaisneanum
- Chrysanthemum delavayanum
- Chrysanthemum dichrum
- Chrysanthemum fastigiatum
- Chrysanthemum gracile
- Chrysanthemum grandiflorum
- Chrysanthemum grubovii
- Chrysanthemum horaimontanum
- Chrysanthemum hypoleucum
- Chrysanthemum indicum
- Chrysanthemum junnanicum
- Chrysanthemum kinokuniense
- Chrysanthemum kokanicum
- Chrysanthemum konoanum
- Chrysanthemum marginatum
- Chrysanthemum mawei
- Chrysanthemum maximum
- Chrysanthemum miyatojimense
- Chrysanthemum morifolium
- Chrysanthemum multifidum
- Chrysanthemum nitidum
- Chrysanthemum parvifolium
- Chrysanthemum przewalskii
- Chrysanthemum purpureiflorum
- Chrysanthemum ramosum
- Chrysanthemum rhombifolium
- Chrysanthemum roborowskii
- Chrysanthemum rubellum
- Chrysanthemum shihchuanum
- Chrysanthemum shimotomaii
- Chrysanthemum trilobatum
- Chrysanthemum tripinnatisectum
- Chrysanthemum vestitum
- Chrysanthemum vulgare
- Chrysanthemum yoshinyanthemum
- Chrysanthemum zawadskii
- Chrysanthemum zawodskii